# 萨尔加杜将军镇
萨尔加杜将军镇是巴西圣保罗州的一个市镇。总面积493.276平方公里，总人口10633人，人口密度21.6人/平方公里。